# Esja
Die Esja [ˈɛːsja] ist ein Gebirgszug im Südwesten Islands, ca. 10 km nördlich der Hauptstadt Reykjavík. Es handelt sich um ein aus unterschiedlichsten vulkanischen Produkten sowie Sedimenten aufgeschichtetes Gebirgsmassiv, dessen höchster Punkt eine Höhe von 914 m erreicht.

## Name
Die Herkunft des Namens ist ungeklärt. In der Kjalnesinga Saga wird zwar unter irischen Einwanderern eine reiche Witwe Esja genannt, doch dürfte wohl umgekehrt (aitiologisch) der Personenname vom Orts-/Bergnamen abgeleitet sein.

## Geographie
Das langgestreckte Gebirgsmassiv ist ca. 20 km lang und erstreckt sich im engeren Sinne vom Kollafjörður bis zum Hátindur, eigentlich aber bis nach Kjós bis zum Berg Skálafell, wobei es die Bereiche von drei erloschenen Zentralvulkanen berührt, nämlich des Stardalsvulkans bei Kjós (mit dem Zentrum etwa unter dem heutigen Berg Skálafell), des Kollafjörðurvulkans sowie des Hvalfjörðurvulkans.
Einige Gipfel und Einschnitte charakterisieren das Bergmassiv. Der östlichste Gipfel ist Hátindur (909 m). Lange hielt man ihn auch für den höchsten Gipfel, aber es erwies sich, dass die Anhöhe nördlich des Gunnlaugsskarð noch höher ist, nämlich 914 m.
Besonders auffallend ist der Berg Kistufell, der am meisten nach Süden vorragt und etwa auf der Höhe von Mosfellsbær liegt.

## Geologie
Esja liegt in der Westlichen aktiven Vulkanzone Islands, ist aber selbst kein aktiver Vulkan mehr. Ganz im Gegenteil gehört das Gestein an ihrer Basis zu den ältesten Gesteinen in der Umgebung der Hauptstadt.
Das Bergmassiv Esja bildete sich im Tertiär. In den Warmzeiten strömte Lava aus und in den Kaltzeiten entstanden Palagonitrücken unter dem Gletscher.
Die ältesten Zeichen vulkanischer Tätigkeit befinden sich im Westen (ca. 3,2 Mio. Jahre alt) und die jüngsten im Osten des Berges (ca. 1,8 Mio. Jahre alt).
Die ältesten Schichten rühren von Ausbrüchen des Hvalfjörðurvulkans her, die etwas jüngeren von denen des Kollafjörðurvulkans und des Stardalsvulkans.
Die Gesteinsschichten der Esja neigen sich insgesamt leicht nach Südosten. Das erklärt sich dadurch, dass dort der Stardalszentralvulkan gelegen war, Zentralvulkane immer schwerer wiegen als die Schichten in ihrer Umgebung und diese dadurch zum Kippen bringen.

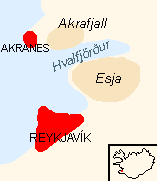
Lage des Berges

Die Plattentektonik bewegt die Gesteinsschichten mit der Zeit nach Westen vom aktiven Vulkangürtel weg, etwa einen Zentimeter pro Jahr. Intrusionen, d. h. umfangreiche Magmakanäle, ausgehend von den alten Zentralvulkanen bei Kjalarnes und Stardal, drangen später durch die vorhandenen Gesteinsschichten. Dicke Lavaschichten wurden geschaffen und stapelten sich aufeinander. Der Eiszeitgletscher schliff diese Stapel dann ab und hinterließ die höchsten Schnittpunkte, von denen Esja einer ist. Das Bergmassiv wird nach oben und nach Osten zu jünger, was sich durch die Verschiebung weg vom aktiven Vulkangürtel erklärt.
Das Bergmassiv ist durchzogen von farbintensiven Intrusionen aus Gabbro, Teilen alter Magmakammern und von einstmals aktiven Vulkanschloten, was man besonders gut an seiner erodierten Westseite bei Kjalarnes beobachten kann.
Die obersten Schichten des Bergmassivs bestehen abwechselnd aus Basaltlaven Pyroklastika sowie Hyaloklastiten und anderen Produkten subglazialer Vulkanausbrüche.
Schließlich findet man auch Sedimentschichten dazwischen.

## Moskarðshnúkar und die Schönheit des Gebirgszuges

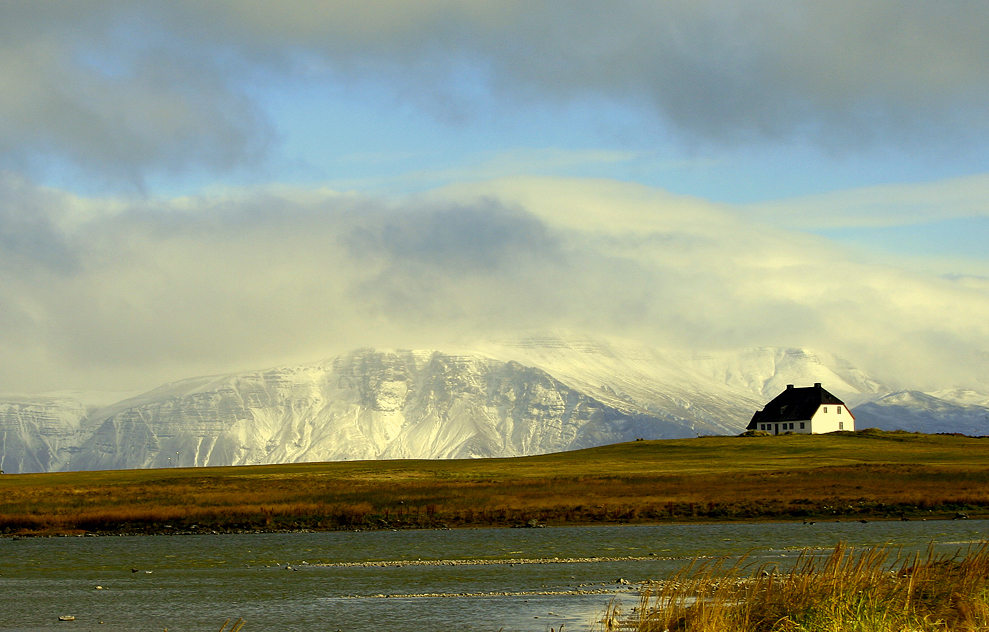
Esja von Südwesten (Lambastaðir bei Reykjavík)

Die östlichsten Gipfel des Gebirgszuges, die Moskarðshnúkar, leuchten ungewöhnlich hell. Ein Reykjavíker Schriftsteller, so wird gesagt, meinte nach einer langen Regenperiode, dort die Sonne aufgehen zu sehen. Als er genauer hinsah, entdeckte er, dass es nur das Gestein war, das solche Leuchtkraft hatte. In Wirklichkeit handelt es sich um Rhyolith (auch Liparit genannt), der sich immer im Zentrum von alten (und aktiven) Zentralvulkanen findet, hier im Zentrum des Stardalsvulkans.
Darüber hinaus ist Esja bekannt für ihre ästhetische Form und den Farbenreichtum des Gesteins. So verfasste der Schriftsteller Þórbergur Þórðarson ein berühmtes Gedicht über den Berg.

## Wandern an der Esja
Durch ihre unmittelbare Nähe zur Hauptstadt des Landes stellt Esja ein sehr beliebtes Naherholungs-, Wander- und Kletterziel dar.
Zahlreiche Wege und Klettersteige führen auf die verschiedenen Gipfel. Ein Wanderparkplatz befindet sich direkt am Hringvegur.
Die beiden ausgeschilderten Wanderwege führen auf das Þverfellshorn und auf den Kerhólakambur (851 m), auch Helikopterflüge für Touristen werden angeboten.

## Siehe auch

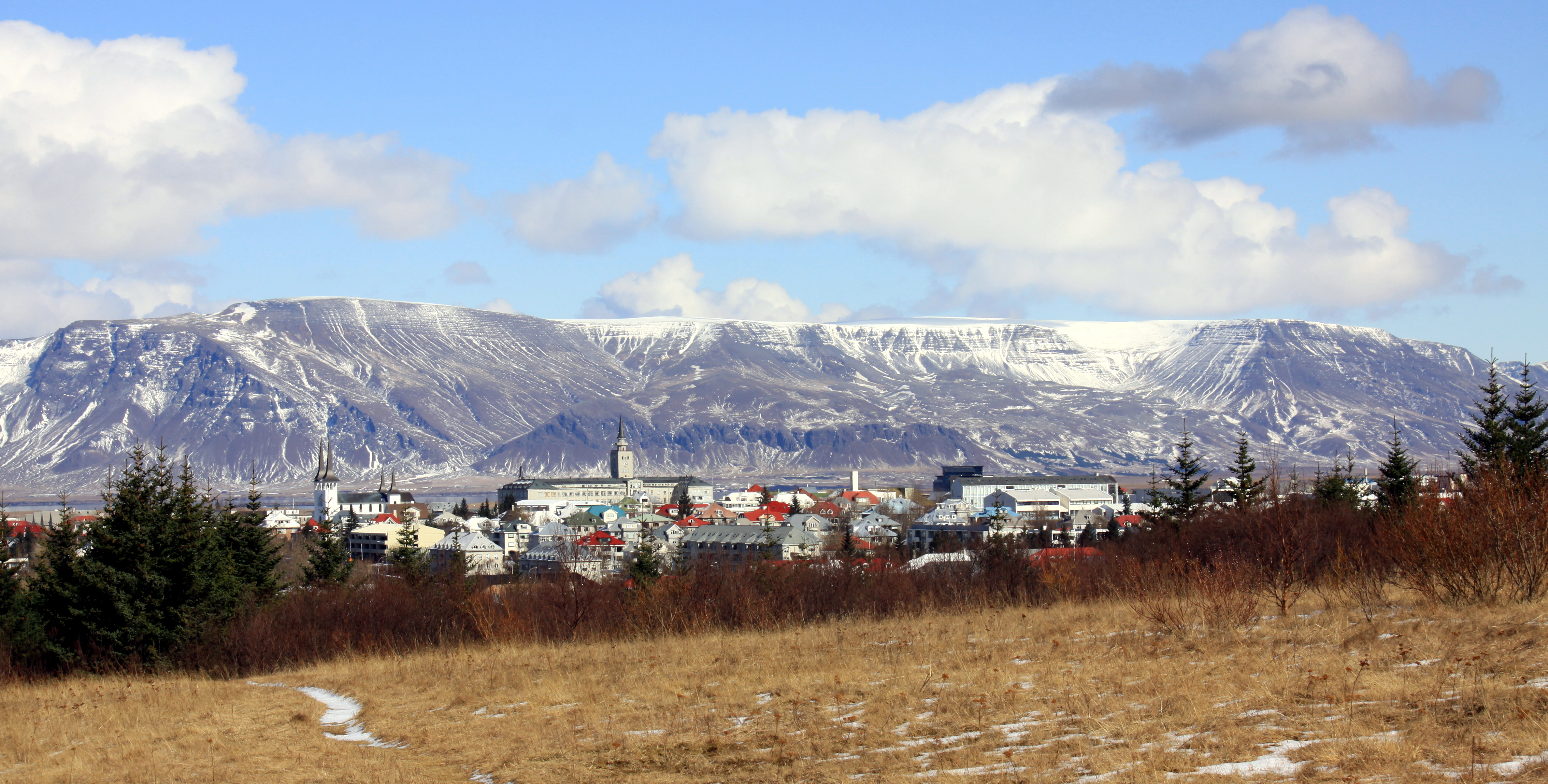
Esja vom Perlan aus gesehen